# Pine Ridge (Citrus County, Florida)
Pine Ridge ist ein census-designated place (CDP) im Citrus County im US-Bundesstaat Florida. Das U.S. Census Bureau hat bei der Volkszählung 2020 eine Einwohnerzahl von 11.042 ermittelt.

## Geographie
Pine Ridge wird vom U.S. Highway 41 tangiert. Der CDP liegt rund 15 km nordwestlich von Inverness sowie etwa 120 km nördlich von Tampa.

## Demographische Daten
Laut der Volkszählung 2010 verteilten sich die damaligen 9598 Einwohner auf 4881 Haushalte. Die Bevölkerungsdichte lag bei 146,8 Einw./km². 91,1 % der Bevölkerung bezeichneten sich als Weiße, 4,2 % als Afroamerikaner, 0,2 % als Indianer und 2,3 % als Asian Americans. 0,7 % gaben die Angehörigkeit zu einer anderen Ethnie und 1,5 % zu mehreren Ethnien an. 5,7 % der Bevölkerung bestand aus Hispanics oder Latinos.
Im Jahr 2010 lebten in 17,1 % aller Haushalte Kinder unter 18 Jahren sowie 56,1 % aller Haushalte Personen mit mindestens 65 Jahren. 72,6 % der Haushalte waren Familienhaushalte (bestehend aus verheirateten Paaren mit oder ohne Nachkommen bzw. einem Elternteil mit Nachkomme). Die durchschnittliche Größe eines Haushalts lag bei 2,20 Personen und die durchschnittliche Familiengröße bei 2,53 Personen.
15,3 % der Bevölkerung waren jünger als 20 Jahre, 10,1 % waren 20 bis 39 Jahre alt, 24,7 % waren 40 bis 59 Jahre alt und 50,0 % waren mindestens 60 Jahre alt. Das mittlere Alter betrug 60 Jahre. 47,9 % der Bevölkerung waren männlich und 52,1 % weiblich.
Das durchschnittliche Jahreseinkommen lag bei 53.421 $, dabei lebten 11,4 % der Bevölkerung unter der Armutsgrenze.
Im Jahr 2000 war Englisch die Muttersprache von 94,91 % der Bevölkerung, deutsch sprachen 2,59 % und 2,50 % hatten eine andere Muttersprache.